# Topsentia rugosa
Topsentia rugosa är en svampdjursart som först beskrevs av Ridley och Arthur Dendy 1886.  Topsentia rugosa ingår i släktet Topsentia och familjen Halichondriidae. Inga underarter finns listade i Catalogue of Life.